# Mira, a királynő nyomozója
Az Mira, a királynő nyomozója (eredeti cím: Mira, Royal Detective) 2020 és 2022 között vetített amerikai 3D-s számítógépes animációs vígjátéksorozat, amelyet Becca Topol alkotott.
Amerikában 2020. március 20-án mutatta be a Disney Junior. Magyarországon egyenlőre még nem mutatták be, de az amerikai Disney+on elérhető magyarul a sorozat 2. évada.
2019. december 2-án berendelték a második évadot.

## Cselekmény
A 19. század végi Indiát idéző Jalpur nevű  királyságban a bátor és leleményes Mira, akit a királynő a királyi detektív szerepére nevez ki, és beutazza királyságát, hogy királyiaknak és közembereknek egyaránt segítsen. Mirához csatlakozik két mongúz segítője, Mikku és Csikku is.

## Szereplők

### Főszereplők
| Szereplő | Eredeti hang     | Magyar hang   | Leírás |
| -------- | ---------------- | ------------- | --- |
| Mira     | Leela Ladnier    | Károlyi Lili  | Shanti királynő királyi detektívnek nevezett ki Jalpurban, miután megoldott egy rejtélyt, amely a királyság fiatal hercegének megmentésével járt.. |
| Mikku    | Kal Penn         | Fekete Zoltán | Mongúz, aki segít Mirának az ügyeiben. Chikku a testvére.                                                                                          |
| Chikku   | Utkarsh Ambudkar | Ágoston Péter | A másik mongúz, aki segít Mirának és Mikku testvére.                                                                                               |

### Mellékszereplők
| Szereplő        | Eredeti hang       | Magyar hang       | Leírás |
| --------------- | ------------------ | ----------------- | --- |
| Shanti királynő | Freida Pinto       | Sipos Eszter Anna | Jalpur királynője, és lányának tekinti Mirát, akit királyi nyomozónak választott. Neel herceg és Veer herceg a fiai.                          |
| Neel herceg     | Kamran Lucas       | N/A               | Mira barátja Jalpurban, Veer herceg öccse, és zseniális, tehetséges feltaláló.                                                                |
| Veer herceg     | Karan Brar         | N/A               | Mira barátja, Neel herceg idősebb testvére, és Jalpur feltörekvő királya.                                                                     |
| Priya           | Roshni Edwards     | Boldog Emese      | Mira unokatestvére, nagyon kreatív és tudatában van a divatnak, ami lehetővé teszi számára, hogy saját ruhákat készítsen.                     |
| Sahil           | Aasif Mandvi       | Czvetkó Sándor    | Mira megözvegyült apja, aki gyakran "bétinek" szólítja, amikor vele beszélget.                                                                |
| Meena           | Aparna Nancherla   | Szűcs Anna Viola  | Mira unokatestvére, mindig jó ruhákat akar. Emellett, úgy tűnik, nagyon jól tud íjászkodni, Priya idősebb nővére, és van egy Koo nevű pávája. |
| Kamala          | Avantika Vandanapu | Engel-Iván Lili   | fiatal lány, aki Mira barátja, és egy chai boltban dolgozik a városban. A húgát Dimple-nek hívják.                                            |
| Gupta nyomozó   | Iqbal Theba        | Harsányi Gábor    | Híres nyomozó, aki néha segít Mirának megoldani az ügyeit.                                                                                    |
| Ram Sing Ji     | Huse Madhavji      | Kapácsy Miklós    | Királyi őr, aki gyakran segít megvédeni a palotát Jalpurban, és időnként segít Mirának a nyomozómunkában.                                     |

### Magyar változat
- Főcím: Schmidt Andrea
- Főcímdal: Károlyi Lili, Ágoston Péter, Fekete Zoltán
- Magyar szöveg: Pintér Zsófia
- Dalszöveg: Cseh Dávid Péter
- Hangmérnök: Erdélyi Imre
- Vágó: Kránitz Bence
- Gyártásvezető: Újréti Zsuzsa
- Zenei rendező: Császár Bíró Szabolcs
- Szinkronrendező: Egyed Mónika
- Produkciós vezető: Orosz Katalin

A szinkront az SDI Media Hungary készítette.

## Epizódok
| Évad | Évad | Epizódok | Eredeti sugárzás  | Eredeti sugárzás  | Magyar sugárzás | Magyar sugárzás |
| Évad | Évad | Epizódok | Évadpremier       | Évadfinálé        | Évadpremier     | Évadfinálé      |
| ---- | ---- | -------- | ----------------- | ----------------- | --------------- | --------------- |
|      | 1    | 25       | 2020. március 20. | 2021. március 27. | N/A             | N/A             |
|      | 2    | 29       | 2021. április 5.  | 2022. június 20.  | N/A             | N/A             |

## A sorozat készítése
Sascha Paladino, aki korábban a Dr. Plüssi egyik írója volt, 2020 márciusában azt mondta az Associated Pressnek, hogy azt akarták, hogy a sorozat "hitelesnek tűnjön", és ezt úgy érték el, hogy "a lehető legtöbb dél-ázsiai hangot bevonták a folyamatba." Remélte, hogy a sorozat azok számára, akik nem dél-ázsiaiak, lehetővé teszi számukra, hogy "egy új és érdekes kultúrát lássanak, amelyet remélhetőleg szeretnének majd felfedezni", és azt mondta, hogy szerinte a karakterek elég univerzálisak ahhoz, hogy "minden gyerek azonosulni tudjon a történetekkel". Shagorika Ghosh Perkins az IW Grouptól kulturális tanácsadóként, egy Nakul Dev Mahajan nevű bollywoodi táncos, valamint más tervezők, zenészek, írók, az indiai animációs stúdióban dolgozók konzultáltak a sorozat elkészítésében. A sorozatot 2-7 éves gyerekeknek készítették, és a Romper szerint Mira minden egyes döntése "kritikus gondolkodásra és következtető érvelésre ösztönzi a fiatal nézőket". Paladino azt is elmondta, hogy a sorozat stábját "minden szinten az indiai kultúra inspirálta".
A sorozat fejlesztője Becca Topol, aki korábban az Elena, Avalor hercegnője című sorozaton dolgozott, és aki egyben a történet szerkesztője is. Perkins, a sorozat kulturális tanácsadója "az indiai és dél-ázsiai kultúra ünnepének" nevezte a sorozatot, és hozzátette, hogy örül annak, hogy a lánya generációjának "lesz egy karaktere és példaképe, akivel azonosulhat és akire felnézhet."